# 保罗·杜美
约瑟夫·阿塔纳斯·加斯东·保罗·杜默（法語發音：[pɔl dume]；1857年3月22日—1932年5月7日），法兰西第三共和国第14任总统，也曾在1897至1902年間出任第10任法屬印支總督。他總統一職於1931年6月13日上任，1932年任期内遭暗杀身亡。

## 生平
保罗·杜美出生于法国法国康塔尔省欧里亚克（Aurillac），毕业于国立巴黎工艺技术学院。1877年在芒德担任一名数学教授。1878年与布兰什·里切尔（Blanche Richel）结婚，两次结识于学院。生有八个孩子，5个在战争中阵亡。
从1879年到1883年他在勒米尔蒙（Remiremont）任教授，后在报社任首席编辑。1889年作为约讷省激进党人选入众议院，以善于理财著名。1895年在莱昂·布尔茹瓦内阁中担任财政部长，推行征收所得税。1897年任法属印度支那总督，被法国人视为最活跃最有效率的印度支那总督之一。

### 法屬印支總督
杜美於 1897 年至 1902 年間擔任法屬印度支那總督。他上任時，各殖民地每年損失數百萬法郎。他決心扭轉局面，對鴉片、酒和鹽貿易徵稅。無法或不願繳納這些稅款的越南人、柬埔寨人和老撾人失去了房屋和土地，並常常成為按日支薪的臨時工。他將印度支那變成法國商品的市場和法國商人有利可圖的投資來源。
杜美開始著手裝備印度支那，特別是首都河內，使之擁有現代化基礎設施。在他執政期間，河內建造了綠樹成蔭的大道和大量的法式殖民地建築。河內的龍編橋（當時稱杜美橋）和大皇宮是他在任期間下令修建的大型計劃。二戰末期，這座宮殿被美軍空襲摧毀。這座橋倖存下來，並成為越戰期間美國飛行員的著名地標和目標。
為了將雲南南部併入法屬印度支那，杜默於1898年成功遊說法國政府批准修建滇越鐵路。 1902年卸任印支總督一職。

### 返法後
1902年重返众议院，1912年代表科西嘉进入参议院。1927年—1931年任参议院议长和预算委员会主席。1921年1月至1922年1月和1925年12月至1926年3月任财政部长，1931年5月13日当选总统，妥善的处理了安德烈·马奇诺和阿里斯蒂德·白里安逝世而引起的内阁危机，1932年在所羅門羅斯柴爾德公館被俄国无政府主义者保罗·戈尔古洛夫刺杀身亡。